# 酰卤

酰卤

酰氯-常用之酰氯

酰卤 (或酸卤) 是含氧酸的羟基被卤素取代的衍生化合物。
若酸为羧酸，则酰卤化合物含有一个–COX官能团：由羰基连接一个卤素原子组成。这类酰卤的通式为：RCOX（R可以是烷基，CO代表羰基，X代表卤素如氯原子）。酰卤可分为：酰氟、酰氯、酰溴和酰碘（不稳定）。其中酰氯为最常用之酰卤，也是常用的酰化剂，而酰碘也曾是工业生产中规模最大的一类酰卤化合物。利用酰卤制备乙酸的方法每年的产量约数十亿公斤。

磺酸的羟基可同样被卤素取代而生成相应的磺酰卤。实际应用中，通常是氯原子作为卤素取代形成磺酰氯。

## 制备
酰卤的常用实验室制法：
- 相应的羧酸与氯化亚砜或五氯化磷制备酰氯。
- 相应的羧酸与五溴化磷制备酰溴。
- 相应的羧酸与氟化氰制备酰氟。
- 芳香族酰氯可通过氯甲酰化（类似于傅－克酰基化反应，使用甲醛为酰化试剂）制备。

## 反应
酰卤是一种非常活泼的化合物，可作为中间体合成其他有机化合物。例如，酰卤可发生下列化学反应：
- 水解：与水反应生成羧酸。该反应广泛应用于乙酸的工业合成。

- 醇解：与醇反应生成酯。

- 氨解：与氨或胺反应生成酰胺。

- 傅-克酰基化反应：路易斯酸催化下与芳香族化合物反应生成芳酮。（参见傅-克酰基化反应）

卤化氢会在上述所有反应中生成，如若酰卤为酰氯，则反应会生成氯化氢。

## 多重官能团

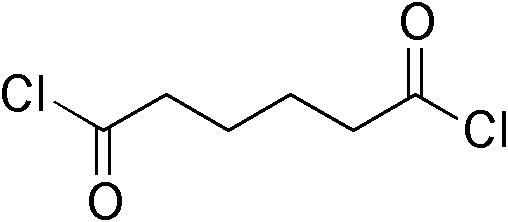
己二酰氯

分子内可允许存在超过一个酰卤官能团，如“己二酰氯”，它具有两个酰氯官能团。己二酰氯是己二酸的两个羟基被氯原子取代的产物。它的重要用途之一是与有机二氨基化合物发生聚合反应，形成聚酰氨化合物，也称尼龙；还可和一些其他的有机化合物形成聚酯。
光气 (羰基二酰氯 Cl–CO–Cl)是一种剧毒的气体，属碳酸(HO–CO–OH)的二氯化衍生物。光气中两个氯自由基都可进行类似于酰氯的反应。光气可作为反应物制备聚碳酸酯，还可用于其他工业应用中。

## 毒性
挥发的酰卤都具有催泪效果，因为酰氯会与眼睛表面的水份产生卤化氢和有机酸，从而刺激眼睛。若吸入酰卤蒸气会导致相似的问题。大多数的酰卤（甚至包括非挥发性酰卤，如苯磺酰氯）都会对眼睛、皮肤和粘膜产生有刺激性。

### 一般參考
- 邢其毅等。《基础有机化学》第三版下册。北京：高等教育出版社，2005年。页631。ISBN 978-7-04-017755-8